# ティモシー・クリーマー
ティモシー・ジョン・クリーマー(Timothy "TJ" Creamer、1959年11月15日-)は、アメリカ航空宇宙局の宇宙飛行士、アメリカ陸軍大佐である。フォートフュチュカ (アリゾナ州)で生まれたが、アッパー・マールボロ (メリーランド州)を故郷であると考えている。マーガレット・ハマーと結婚しており、2人の子供がいる。

## 教育
1978年にフォレストビル (メリーランド州)のビショップ・マクナマラ高校を卒業した。1982年にメリーランド州ボルチモアのロヨラ大学で学士号、1992年にマサチューセッツ工科大学で物理学の修士号を取った。

## 軍でのキャリア
クリーマーは1982年5月に化学の学位を取ってロヨラ大学を卒業し、予備役将校訓練課程で少尉としてアメリカ陸軍に入隊した。1982年12月にアメリカ陸軍航空学校に入り、1983年8月に優秀な成績で卒業して陸軍飛行士となった。彼は第1機甲師団に小隊長として配属された。1987年には、第82空挺師団に配属された。この配属の後、1992年にマサチューセッツ工科大学で物理学の修士号を取り、卒業後は助手として陸軍士官学校の物理学科に配属された。1998年に宇宙飛行士に選ばれる前、彼はヒューストンの陸軍宇宙司令部で働いていた。

## NASAでのキャリア

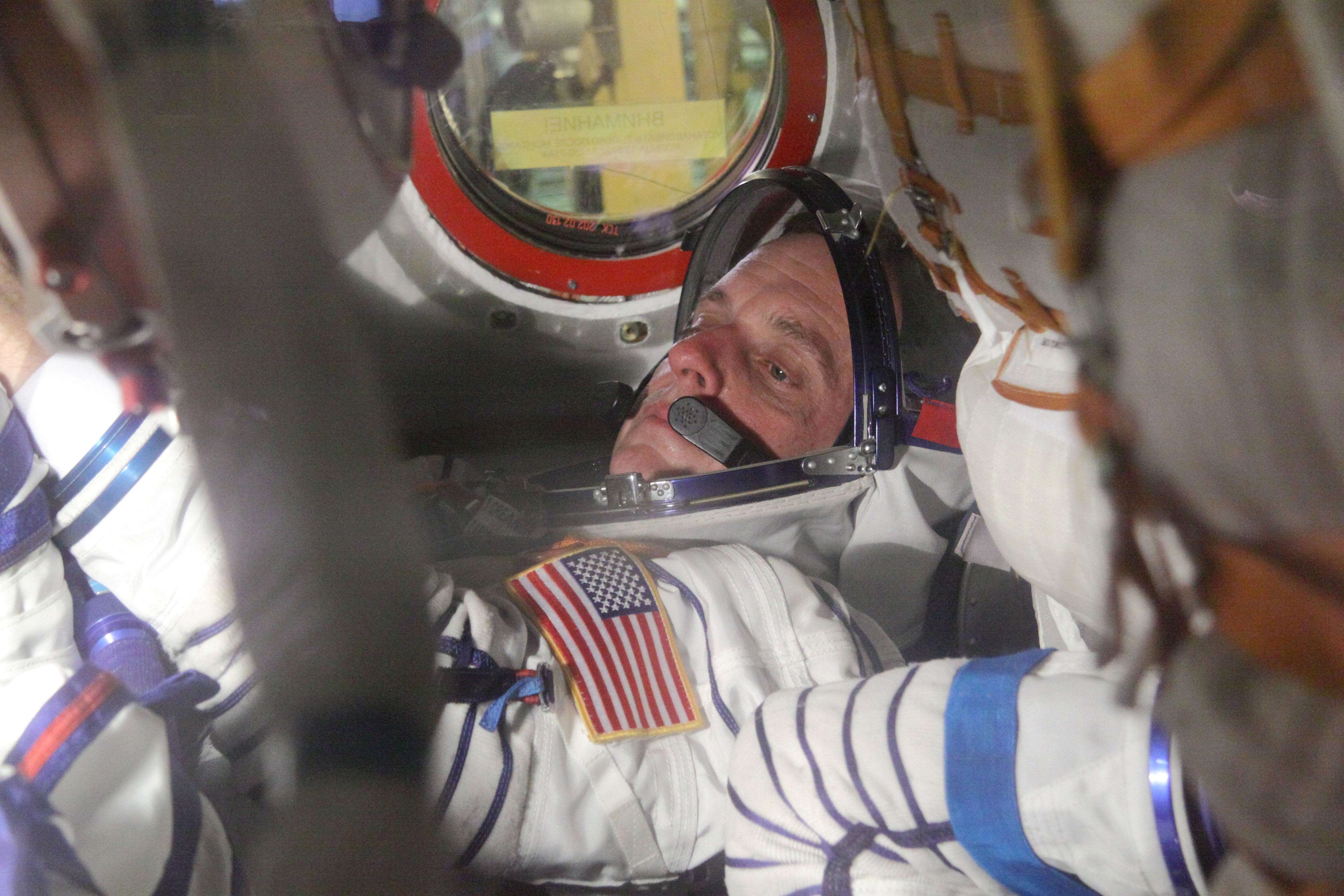
打上げのリハーサルでソユーズに乗るクリーマー

クリーマーは1995年7月にNASAのジョンソン宇宙センターでスペースシャトルの乗組員としての訓練を行うように命じられた。彼の主な任務は、スペースシャトルの打上げと着陸の操作の技術連絡員としてであった。彼はそれぞれのオービタの次の飛行に備えたシステムの統合試験に積極的に関与し、機体の統合試験のリーダーとして8つのミッションを直接的に支援した。
1998年6月にNASAにより選ばれ、クリーマーは8月から宇宙飛行士の候補としての訓練を受けたと言われている。最初の2年間のスペースシャトルと宇宙ステーションの訓練を終え、彼はAstronaut Officeの宇宙ステーション部門で技術的な仕事に就き、主に宇宙ステーションの制御コンピュータと自動支援コンピュータ、全世界のパートナーとモジュールの間のローカルエリアネットワーク等を担当した。
2000年11月初め、クリーマーは、2001年8月から12月まで行われる第3次長期滞在の乗組員のサポート要員に指名された。彼は乗組員が軌道にいる間の責任者であった。
2002年3月から、クリーマーは宇宙ステーション部門のハードウェア統合セクションを率いることとなり、全てのハードウェアが適切に統合されているかについてと将来の国際宇宙ステーションの全てのハードウェアの運用面に責任を負う立場になった。2004年10月、彼はAstronaut Officeの責任者に指名され、軌道上のITの全ての調整に責任を負う立場となった。
クリーマーは次にロボット部門に配属され、ロボットの運用の全てのコンピュータ、命令や制御のソフトウェア、ユーザーインターフェースに関わる国際パートナーを相手にすることになった。さらに、彼は第12次長期滞在でロボット操作に関わる全てをリアルタイムでサポートした。
2006年9月、クリーマーはNEEMO11ミッションで水中実験室に7日間滞在した。
クリーマーは、第22次長期滞在/第23次長期滞在のミッションでフライトエンジニアとしてISSに6ヶ月間滞在した。2009年12月20日にソユーズTMA-7で打ち上げられ、2010年6月2日に地球に帰還した。
第22/23次長期滞在の後、クリーマーは、ネットワーキング、乗組員支援のプラットフォーム等を含む軌道上の全てのIT関係に重点的に取り組んだ。また、火星ミッション等を含む低軌道以外の将来のミッションも視野に入れていた。